# 金川镇 (金川县)
金川镇，是中华人民共和国四川省阿坝藏族羌族自治州金川县曾经下辖的一个镇。
2015年，撤销金川镇、勒乌乡，设立勒乌镇，辖原金川镇和勒乌乡所属行政区域。

## 行政区划
金川镇撤销前下辖以下地区：
金川镇社区、龙河村、安顺村、八步里村和角木牛村。